# Iwan Gandurin
Iwan Konstantinowicz Gandurin, ros. Иван Константинович Гандурин (ur. 4 lipca 1866, zm. w 1946 lub 1948 w Belgradzie) – rosyjski wojskowy, (generał porucznik), emigracyjny duchowny prawosławny, główny kapelan Rosyjskiego Korpusu Ochronnego podczas II wojny światowej.

## Życiorys
Ukończył Tyfliski Korpus Kadetów. Od 1 września 1884 r. służył w armii rosyjskiej. W 1885 r. ukończył 2 Konstantynowską Szkołę Wojskową, uzyskując stopień podporucznika. W 1889 r. awansował do stopnia porucznika. W 1895 r. ukończył Nikołajewską Akademię Sztabu Generalnego, otrzymując stopień sztabskapitana. Od 1899 r. był kapitanem. Dowodził kompanią. W 1903 r. został podpułkownikiem. Objął dowodzenie batalionem. 
W latach 1904–1905 uczestniczył w wojnie rosyjsko-japońskiej. W czasie walk awansował na pułkownika. Został dowódcą 13 Wschodniosyberyjskiego Pułku Strzeleckiego. Odznaczono go Orderem Św. Jerzego 4 klasy. 
Od 13 czerwca 1906 r. do 15 lipca 1910 r. pełnił funkcję komendanta twierdzy nikołajewskiej. W 1910 r. został generałem majorem. Do 26 października 1912 r. dowodził I Brygadą 49 Dywizji Piechoty, a następnie I Brygadą 29 Dywizji Piechoty. 
Po wybuchu I wojny światowej został wyznaczony na dowódcę jednej z brygad 81 Dywizji Piechoty. Jednakże nie zdążył objąć nowej funkcji, gdyż 29 DP została uwikłana w sierpniu 1914 r. w ciężkie walki w Prusach Wschodnich. 26 lutego 1915 r. otrzymał Order Św. Anny 1 klasy. Od 25 marca tego roku dowodził 2 Dywizją Pospolitego Ruszenia, od 13 czerwca w stopniu generała porucznika. Już 3 lipca objął dowodzenie 102 Dywizją Piechoty, zaś 20 października II Syberyjskiego Korpusu Armijnego. 31 marca 1917 r. został zwolniony ze służby wojskowej. 
W 1919 r. przystąpił do wojsk Białych. W 1920 r. mianowano go komendantem garnizonu Jekaterynodaru. W połowie listopada tego roku wraz z wojskami Białych ewakuował się z Krymu do Gallipoli. 
Na emigracji zamieszkał na Litwie. Przyjął święcenia kapłańskie, zostając duchownym prawosławnym, służył w cerkwi św. Mikołaja w Siemieliszkach. Po zajęciu Litwy przez Armię Czerwoną w czerwcu 1940 r., ukrywał się. Udało mu się przedostać do Jugosławii. Po zajęciu tego kraju przez wojska niemieckie w kwietniu 1941 r., wstąpił do nowo formowanego Rosyjskiego Korpusu Ochronnego. Od 1942 r. pełnił funkcję głównego kapelana Korpusu.